# 飞行的扬基人号列车
飞行的扬基人号列车是由巴德公司为缅因中央铁路（MEC）和波士顿和缅因州铁路（B&M）设计制造的一列流线型柴油动车组，也是繼聯合太平洋鐵路M-10000型列車、伯灵顿铁路先锋者微风号列车之後，美國鐵路史上第三款以內燃機為動力的內燃動車組。除了车厢内饰和座席布置略有不同之外，飞行的扬基人号列车与先鋒者微風號列车基本完全相同，同样使用以脉冲点焊製成的輕量化不銹鋼車體，並採用相鄰兩節車廂共用一台鉸接式轉向架的方式以減輕列車整體的重量，列車的動力來源為一台通用汽车公司制造的温顿8-201A型柴油机，傳動系統則使用通用電氣公司提供的電力傳動裝置。
飞行的扬基人号列车于1935年2月交付铁路公司，并于1935年4月1日起投入缅因州波特兰至班戈、缅因州波特兰至马萨诸塞州波士顿的路线上营运。此后，该列车又先后被用于不同的路线被以其他名称服务，包括切尔西号列车（The Cheshire）、民兵号列车（The Minuteman）、登山者号列车（The Mountaineer）、商人号列车（The Business Man）等。1957年5月7日，波士顿和缅因州铁路宣告飞行的扬基人号列车正式退役，列车投入营运二十二年以来行驶了超过275万英里（442万公里）。随后，波士顿和缅因州铁路将该列车捐赠予马萨诸塞州南卡弗的埃德维尔铁路，飞行的扬基人号列车在当地静态展示了近四十年。至1993年，私人收藏者罗伯特·莫雷尔（Robert S. Morrell）以20万美元的价格将该列车买下，并将列车转移至新罕布什尔州格林及计划展开修复工作，但直到莫雷尔去世之时该列车仍未进行任何修复。1997年，莫雷尔的家族成员为了达成他的遗愿，成了了飞行的扬基人号列车修复协会（Flying Yankee Restoration Group, Inc.），并将列车送往新罕布什尔州克莱尔蒙特开始修复工程。2004年，新罕布什尔州运输部以象征性的1美元价格购入飞行的扬基人号列车，计划将该列车作为观光和教育用途的公益事业载体，目标是将列车复原至正常运行状态。2005年8月10日，飞行的扬基人号列车被移送往位于新罕布什尔州林肯 (新罕布什爾州)的普利茅斯和林肯铁路继续进行修复。该项目由于资金和人手长期不足的原因，导致列车修复进展十分缓慢。至2017年，新罕布什尔州运输部已经放弃了原本的列车动态保存构想，改为计划在新罕布什尔州州府康科德觅地作为列车静态保存地点。